# The Suburbs
The Suburbs — третий студийный альбом канадской рок-группы Arcade Fire, записанный в 2008—2010 годах с продюсером Маркусом Дравсом и выпущенный 2 августа 2010 года записывающей компанией Mercury Records (в Великобритании) и 3 августа — Merge Records (в США). Альбом возглавил UK Albums Chart, Billboard 200, канадские и ирландские чарты.

## Об альбоме
Работа над The Suburbs продолжалась с перерывами в течение трёх лет, в основном в Мельбурне и Нью-Йорке.
Тексты песен альбома были навеяны воспоминаниями о детских годах, проведённых Уином и Уильямом Батлерами в пригороде Хьюстона. «Это не объяснение в любви и не анафема: это письмо из пригорода», — говорил Уин Батлер в интервью New Musical Express.

### Отзывы критиков
The Suburbs получил исключительно высокие оценки в музыкальной прессе. Подытожив данные 39 обзоров, ресурс Metacritic дал альбому рейтинг 87/100, что соответствует категории «universal acclaim». Q, Now Magazine и BBC Music дали ему наивысшие оценки.
Рецензент Pitchfork Иэн Коэн, заметив: «Arcade Fire никогда не нацелены на нечто меньшее, чем грандиозность. Это качество сделало их сверхпопулярными, но это же и их основная слабость», — признал: «The Suburbs, однако, не повторил прежних ошибок: теперь ясно: Arcade Fire по-прежнему способны делать помпезные заявления, но — так, что не остаётся ощущения, будто на плечах у них — все тяготы мира». Обнаружив здесь некоторые сходства с The River Брюса Спрингстина (та же «…щедрая коллекция размышлений о семейной ответственности, личных разочарованиях, проносящейся мимо юности, большая часть которой проходит в транспортных средствах»), Коэн дал альбому оценку 8.6/10.

## Список композиций
Слова и музыка всех песен — Arcade Fire.
| №   | Название                                 | Длительность |
| --- | ---------------------------------------- | ------------ |
| 1.  | «The Suburbs»                            | 5:14         |
| 2.  | «Ready to Start»                         | 4:15         |
| 3.  | «Modern Man»                             | 4:39         |
| 4.  | «Rococo»                                 | 3:56         |
| 5.  | «Empty Room»                             | 2:51         |
| 6.  | «City with No Children»                  | 3:11         |
| 7.  | «Half Light I»                           | 4:13         |
| 8.  | «Half Light II (No Celebration)»         | 4:25         |
| 9.  | «Suburban War»                           | 4:45         |
| 10. | «Month of May»                           | 3:50         |
| 11. | «Wasted Hours»                           | 3:20         |
| 12. | «Deep Blue»                              | 4:28         |
| 13. | «We Used to Wait»                        | 5:01         |
| 14. | «Sprawl I (Flatland)»                    | 2:54         |
| 15. | «Sprawl II (Mountains Beyond Mountains)» | 5:25         |
| 16. | «The Suburbs (Continued)»                | 1:27         |

### Места в чартах
| Страна             | Наивысшее место |
| ------------------ | --------------- |
| Австралия          | 6               |
| Бельгия (Валлония) | 4               |
| Бельгия (Фландрия) | 1               |
| Великобритания     | 1               |
| Германия           | 4               |
| Ирландия           | 1               |
| Италия             | 17              |
| Канада             | 1               |
| Португалия         | 1               |
| США                | 1               |